# 意志の勝利

映画のポスター

『意志の勝利』（いしのしょうり、ドイツ語: Triumph des Willens）は、1934年にレニ・リーフェンシュタール監督によって製作された記録映画。同年に行われた国民社会主義ドイツ労働者党（ナチ党）の第6回全国党大会の様子が記録されている。

## 解説
『意志の勝利』が記録したのは、古都ニュルンベルクで1934年9月4日から6日間行われた国民社会主義ドイツ労働者党（NSDAP, ナチ党）の第6回全国党大会である。製作に使用されたカメラは16台、スタッフは100人以上、撮影フィルムは60時間分に上り、当時としては大がかりなものだった。映像はモノクローム、音声モノラルのトーキー映画であった。
リーフェンシュタール監督はこの映画の監督を党首のアドルフ・ヒトラー自身から直接依頼された。主演・監督を務めた映画『青の光』に感動してのことという。
リーフェンシュタールの自伝によると、「宣伝相ヨーゼフ・ゲッベルスの嫉妬を買いたくなかったし、ヒトラーの提示した『意志の勝利』というタイトルが大仰で芸術性のないことに嫌悪を感じたこともあって、最初は断った」という。しかし結局は「ヒトラーの非常な熱意と、題名以外は自由に製作させるという約束に動かされて監督を引き受けることになった」という。ただし、リーフェンシュタールはこの前年にNSDAP党大会の映画『信念の勝利』を撮影しており、自伝の内容は必ずしも正確ではない。

## 作品の特徴
リーフェンシュタール監督は撮影・編集にあたっていくつもの独創的な技法を考案した。たとえばヒトラーの演説のシーンでは半円形に敷いたレールの上に置いたカメラでヒトラーを追い、様々なアングルから同じ被写体を捉えながらも見る者を飽きさせずに高揚させることに成功している。他にも大胆なクローズアップによって群衆の中の一人を切り取って見せ、それによって見る者もまたその全体の中の個であるかのような臨場感を抱かせたり、ヒトラーの飛行機によるニュルンベルク到着を冒頭に置くことによって雲の中から降臨する神・絶対者のイメージを想起させるなど、様々な手法で党大会の高揚感を伝え、また新たに作り出すことにも成功している。
地方から集まった突撃隊（SA）の若者たちが興じるスポーツの様子やテントでの共同生活が明るいトーンで描かれており、後の『オリンピア』につながる要素も見られる。また、整然たる行進や隊列の美しさの描写は『意志の勝利』の特徴となっている。映像後半部の党の各組織、諸部隊によるヒトラーの前での閲兵行進もまた圧巻である。突撃隊幕僚長ヴィクトール・ルッツェを筆頭とする突撃隊の行進からはじまり、ラストは、親衛隊全国指導者ハインリヒ・ヒムラー率いる親衛隊（SS）の行進となり、さらにバーデンヴァイラー行進曲と共に「SS・アドルフ・ヒトラー身辺護衛連隊（LSSAH）」の力強い行進の映像が最後に記録されている。

## 撮影時

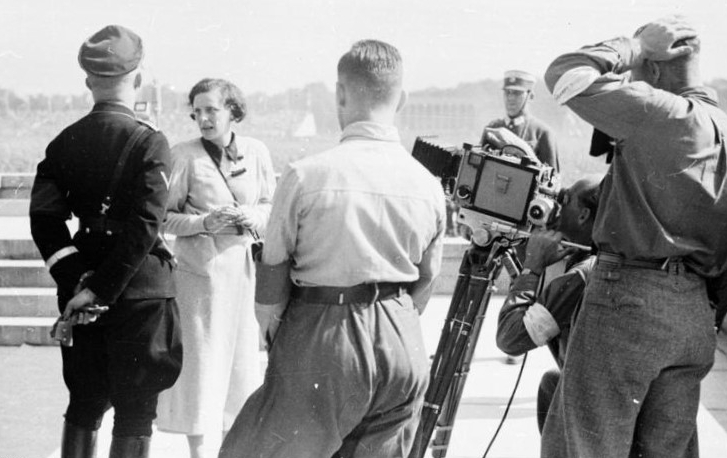
『意志の勝利』撮影中のリーフェンシュタール。その左はヒムラー。1934年9月

リーフェンシュタールは若い女性であり、NSDAP党員でもなかったため、宣伝相ゲッベルスなどの党幹部から快く思われていなかった。また、長いナイフの夜事件で突撃隊幕僚長エルンスト・レームら幹部を粛清された突撃隊員は党に対する不満を持っていた。そのため、カメラマンを突き飛ばしたり、脚立をひっくり返すなどのいたずらが頻発したという。
また、編集に際しては映画に映っていない幹部からクレームがついた。リーフェンシュタールが断ると、ヒトラーが幹部達の写真を挿入するよう要請した。しかしリーフェンシュタールは拒否したためにヒトラーが激怒することもあったという。結果ヒトラーは折れ、リーフェンシュタールの編集のまま作品は完成した。

## 作品の評価
『意志の勝利』は完成後ドイツ各地で記録的な動員を達成し、NSDAPの党勢拡大を印象づけた。しかしこれは料金割引や学校、職場における半強制的な動員があってのことであり、上映期間はたったの3日間であった上に、50%の割引を受けられた親衛隊員や突撃隊員ですらほとんどこの映画を鑑賞しなかったという報告がある。一方でその整然たる映像美は海外でも高く評価され、1935年のヴェネツィア・ビエンナーレでは金メダル、1937年のパリ万博でグランプリを獲得している。
しかし第二次世界大戦後その評価は一転し、リーフェンシュタール監督はプロパガンダによるナチズムへの協力者として訴追されることになった。この容疑は長い審判の後否認されリーフェンシュタールは無罪となったがその後も非難は続き、それに対し彼女は名誉毀損の訴訟を100件以上起こしている。
『意志の勝利』は、社会への影響の点でも表象文化論へのそれにおいても、映画史にのこる問題作との評価がある。とくにナチズムへの加担について、リーフェンシュタール自身は「私は政治には全く興味はなかった。興味があったのは美だけ」と述べている。

## 上映・パッケージ
現在ドイツでは法律で『意志の勝利』の一般上映は禁じられている。授業などで青少年に観せる必要がある場合には、事前に入念な説明と警告を行う必要がある。
アメリカでは、英語字幕付きのDVDやビデオが発売されている（タイトル：意志の勝利/Triumph of the Will）。このDVDはリージョンフリーで、日本国内のプレイヤーで再生できる。オリジナル版には字幕やナレーションは全く無い。しかし、ドイツ語音声のほとんどはヒトラーや党幹部の演説であるため、字幕等がなくてもドイツ語を解しない者の鑑賞にも耐える。
日本では、1942年3月に初公開。それから67年を経た2009年8月に東京でリバイバル上映が行われた。11月にはパブリックドメインDVDがムック『ヒトラー伝説』（2009年、コスミック出版）に付属する形でリリースされ、翌2010年1月には音声解説などのついたデジタル・リマスター版DVDが発売された。なお、戦後に公開された版には、ナチス・ドイツの引き起こした惨劇についての注釈がなされている。また、現在のところ日本語吹き替え版は存在しない。

## 作品の内容
この映画には、開会式から閉会式まで、昼夜のシーンが交互に3回あらわれるので、3日間の出来事を描いたように見える。すなわち、大会前日（ヒトラーが到着した夕方 - ホテル前の夜間集会）を別として、第1日（開会式 - 国家労働奉仕団の点呼 - 突撃隊の夜間集会）、第2日（ヒトラーユーゲントの点呼 - 国防軍の演習視察 - 政治指導者の点呼）、第3日（突撃隊・親衛隊の点呼 - 中央広場/アドルフ・ヒトラー広場での分列式 - 閉会式）の3日間である。しかし、実際の第6回党大会は、1934年9月5日から10日までの6日間にわたって開催された。映画は、実際の時間の順序を無視して編集され、3日間の出来事のように再構成されている。

### 大会前日
- ワーグナー風の音楽が流れる中、しばらく空白の画面が続いた後に、タイトルが現れる。

- 続いて字幕が現れる。

- ヒトラーらが搭乗した飛行機（Ju 52） がニュルンベルクのカイザーブルク城上空を通過する。
- 眼下の市内の街路を、大会の参加者たちが隊列を組んで行進している。その上を飛行機の影がよぎる。曲はナチスの党歌 Die Fahne hoch  （旗を高く掲げよ）。

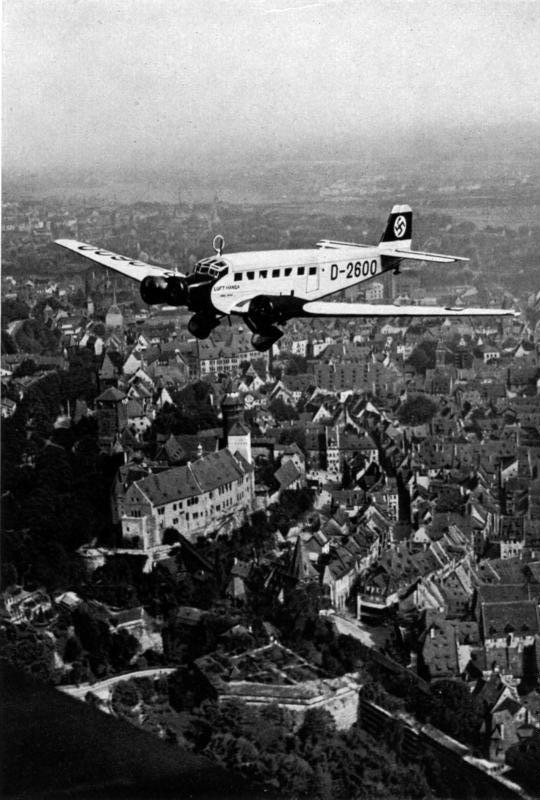
旧市街上空を飛ぶJu52

- ドイツ国の国旗（黒白赤の横三色旗）[注 2]が掲げられた聖ローレンツ教会（ドイツ語版）などの上空を通過する。
- 飛行機がニュルンベルク飛行場[注 3]に着陸する。
- ヒトラーを乗せた車 （メルセデス・ベンツ770K グローサー） を先頭に、党の幹部が乗った車を連ねたパレードが出発する[注 4]。
- 沿道の両側に群がった市民の敬礼に答礼で応える車上のヒトラー。
- がちょう男の噴水（ドイツ語版）、コンラート・グリューベル（ドイツ語版）の像、ヴァイサー・トゥルム（ドイツ語版）などの傍らを通り過ぎる。
- ヒトラーの定宿ホテル・ドイチャーホーフ（ドイツ語版）に到着。親衛隊が厳重に警護する中、ホテルに入るヒトラー。群衆から „Wir wollen unseren Führer sehen“（我らの総統を見たい）という声が起こり、2階の窓にヒトラーが姿を見せる。
- 夜間、ホテル前に詰めかけた群衆の中で、楽隊が行進曲などを演奏する。曲は ウェーバーによる Lützows wilde verwegene Jagd （リュッツォウの勇猛な狩り）、Der Gott, der Eisen wachsen ließ （鉄を鍛えさせた神） など。

### 大会第1日
- ワーグナー風の音楽をバックに、高い窓から俯瞰した早朝のニュルンベルク旧市街の家並み。
- ペグニッツ川に浮かぶ船上から見た旧救済院（ドイツ語版）の近景から、仰ぎ見る聖ゼーバルト教会（ドイツ語版）の尖塔。
- 宿営地ラングヴァッサー（ドイツ語版）の上空から見た、整然と並ぶ無数の野営テント。
- 大会参加者の青年たちが、洗顔や髭剃りなどの身支度をする。薪を荷車に山積みにして運び入れ、大がかりな調理器具で食事の用意をする。曲は Heraus zum Kampf （闘いに出よ）、Musketierlied （マスケットの歌） など。
- ソーセージやスープなどを、飯ごうに取り分けて、そろって食事をする。騎馬戦やトランポリンに興じたり、書きものをしたりして時間を過ごす。曲は Ja, Bei Uns Geht Alles Wie Genudelt （我らといればみんな満腹）、Als die goldene Abendsonne （黄金色の夕陽が）。
- 民族衣装を着た地元農民たちのパレード。伝統的な収穫の祭り。曲は Drunten im Unterland 「わが故郷よ」、Bayerischer Defiliermarsch  「バイエルン分列行進曲」、Rosestock, Holderblüt など。
- 農民たちの代表の男女数名が、農産物を携えてヒトラーと面会する。曲は Was ist des Deutschen Vaterland?  （ドイツの祖国とは何か）。
- ドイツ労働戦線 （DAF） の隊員が整列し、その全国指導者であるロベルト・ライを伴って、ヒトラーが観閲する。曲は Durch deutsches Land marschieren wir  （我らはドイツ中を行進する）。
- ヒトラーら党幹部が車に乗り、党大会の会場に向かう。

#### ルイトポルトホールでの開会式
- ルイトポルトホール（ドイツ語版）における開会式。副総統ルドルフ・ヘスが演壇に立つ[注 5]。

第6回党大会を開会するにあたり、畏敬の念を込めて、永遠の眠りに就かれた陸軍元帥であり大統領であったフォン・ヒンデンブルクを追悼します。陸軍元帥は、大戦争における最高の戦士でした。同時に、戦死した仲間たちにも思いを馳せましょう。
（来賓席のほうを向いて） 外国の高官の方々を歓迎いたします。会議に参加いただいたことに、党は敬意を表します。心からの友情を込めて、"運動"  は、とくに目下、総統の指揮下にある国防軍の代表者諸氏を歓迎します。（ヒトラーのほうを向いて） 総統閣下、あなたのまわりに国家社会主義の旗とシュタンダルテがあります。それらの布が将来ぼろぼろになったとき、人々は初めて完全に理解できるでしょう。過去を振り返って我々の時代の偉大さを知り、我らの総統であるあなたがドイツにとってどういう意味があったのかを理解するようになるでしょう。
あなたがドイツなのです。あなたが行動するとき、国が行動します。あなたが判断するとき、国民は判断します。我々の感謝のしるしに、こう誓いましょう。良い日も悪い日もあなたを支えますと。たとえ何が起こっても、あなたのご指導のおかげでドイツは目標を達成するでしょう。故郷であろうという目標……世界中のすべてのドイツ人の故郷であろうという目標です。あなたは我々の勝利の保証人でした。あなたは我々の平和の保証人です。アドルフ・ヒトラー、ジークハイル、ジークハイル、ジークハイル
降壇したヘスはヒトラーと固く握手を交わす。
- 党や政府の要人が交替で登壇し、短いスピーチをする。肩書は撮影当時。

アドルフ・ワーグナー（ミュンヘン＝オーバーバイエルン大管区指導者）
アルフレート・ローゼンベルク（党対外政策全国指導者）
オットー・ディートリヒ（党新聞全国指導者）
フリッツ・トート（土木部門全国指導者）
フリッツ・ラインハルト（財務省次官）
リヒャルト・ヴァルター・ダレ（農業政策全国指導者・食糧大臣）
ユリウス・シュトライヒャー（フランケン大管区指導者・新聞「シュテュルマー」発行人）
ロベルト・ライ（ドイツ労働戦線全国指導者）
ハンス・フランク（バイエルン法務大臣）
ヨーゼフ・ゲッベルス（宣伝全国指導者・啓蒙宣伝大臣・ベルリン大管区指導者）
コンスタンティン・ヒールル （国家社会主義・国家労働奉仕団全国指導者）

#### ツェッペリン広場での国家労働奉仕団の点呼
- シャベルを手にした国家労働奉仕団 （RAD） の大集団が、ツェッペリン広場（ドイツ語版）[注 10]に整列している。コンスタンティン・ヒールルの紹介を受けて、ヒトラーが演壇に立つ。
- 隊列を組んだ数人の団員たちが、地面に立てたシャベルの上で手を組んで声をそろえる。「我らはここにいます」「我らにはドイツを新時代に導く準備ができています」「ドイチュラント（Deutschland）」。
- 一人の若い団員が周囲の仲間に「どこから来たか?」と尋ねると、次々と答えが返ってくる。フリースラントから、バイエルンから、以下カイザーシュトゥール（ドイツ語版）、ポンメルン、ケーニヒスベルク、シュレージエン、北海沿岸、シュヴァルツヴァルト、ドレスデン、ドナウ、ラインと続く。最後に「ザールから」という声が返ってくる。
- 団員たちがナチスのスローガン「一つの民族、一人の総統、一つの国家 （ein Volk, ein Führer, ein Reich）」を唱える。「ドイチュラント（Deutschland）」のかけ声と同時に画面がヒトラーに変わる。
- 続けて団員たちが唱和する。「今日我らは共に働く」「沼地で」「岩場で」「砂地で」「北の堤防で」「我らは木を植える」「枯れた森に」「我らは道を造る」「村から村へ 町から町へ」「我らは新しい農地を耕す」「野も林も 農地もパンも」「ドイツのために」。
- 団員たちが、Wir sind die Männer vom Bauernstand  （我らは農村育ち） を合唱する。
- 再び一人の団員が語る。「我らは、塹壕の中に立ったことはない。手榴弾が飛び交う中にも立ったことはない。それでも我らは兵士である。我らはハンマーと、斧と、シャベルと、鍬と鋤を手にした国家の青年兵だ。」
- 第一次世界大戦で戦場になった地名が列挙される。音楽は Ich hatt' ein Kameraden  （私に一人の戦友がいた）。同時に旗手が持った国旗（ハーケンクロイツ旗）がゆっくりと伏せられていく。「かつてランゲマルク（英語版）で」「タンネンベルクで」「リエージュで」「ヴェルダンで」「ゾンムで」「デューナで」「フランデルンで」「西部で」「東部で」「南部で」「陸で、海で、そして雲の中で」「赤色戦線や反動勢力[注 11]に討たれた同志たちよ」。ここで太鼓が鳴り、伏せられた旗が勢いよく掲げられる。「君たちは死んでいない」「君たちはドイツで生きている」。
- 続けてヒトラーが演説する[注 5]。

- Heiliges Feuer  （神聖な火） の歌声に合わせて、シャベルを担いだ団員たちが行進する。

#### ラングヴァッサーでの突撃隊の夜間集会
- 突撃隊の隊員たちが、夜のラングヴァッサーに集っている。Volk ans Gewehr  「民族よ武器を」の歌声をバックに、突撃隊員たちの姿が、手に持った照明灯に照らされて、暗闇の中に浮かぶ。
- 幕僚長のヴィクトール・ルッツェが演壇に立つ。ルッツェは、自分が突撃隊の創設当初の隊員であり、現在まで変わらず隊員であること、総統に忠誠を尽くし、総統のために闘うことを心掛けるのみである、という演説をする。
- 降壇したルッツェのもとに隊員たちが駆け寄り、人波に押されてルッツェが前に進めなくなる。隊員の中から „Wir wollen unseren Stabchef sehen“（我らの幕僚長に会いたい）という声がわき起こる。
- 場内には篝火が炊かれ、花火が打ち上げられる。その花火を、地面に寝そべり、体を寄せ合った隊員たちが、歓喜の表情で見上げる。曲は Pepitamarsch  （ペピータ行進曲）。

### 大会第2日

#### 市営スタジアムでのヒトラーユーゲントの点呼

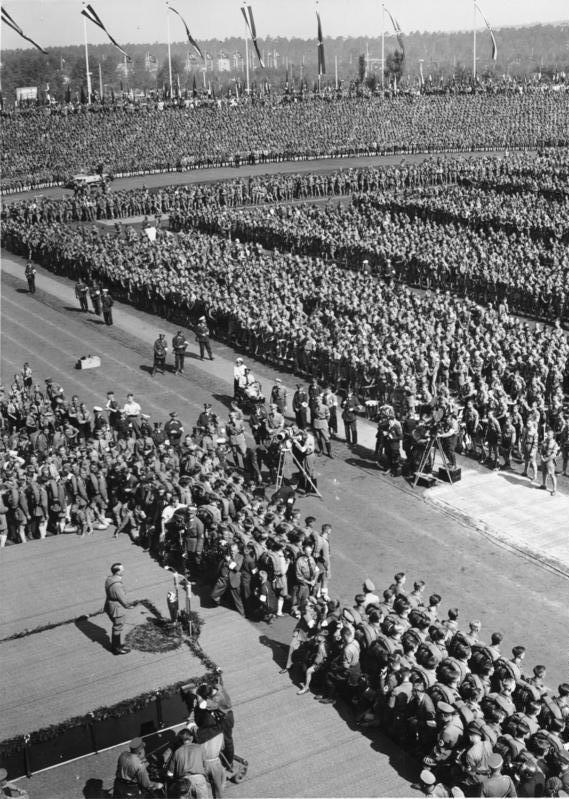
ヒトラーユーゲントの点呼と撮影風景。

- ヒトラーユーゲントが、市営スタジアムを埋め尽くしている[注 14][注 15]。ユーゲントが演奏する Hitlerjugendmarsch  （ヒトラーユーゲント行進曲） に迎えられて、ヒトラーと側近、党の幹部たちがスタジアムに入場する。演奏が Jugend marschiert （ユーゲントが行進する） に変わる。ゲッベルスやヘスらが場内を見渡して笑みを浮かべる。ヒトラーの傍らにユリウス・シャウブ、マルティン・ボルマン、ヴィルヘルム・ブリュックナーがいる。
- 青少年全国指導者のバルドゥール・フォン・シーラッハが、マイクの前に歩み出て演説する[注 5]。聴衆の中にヴェルナー・フォン・ブロンベルクの姿が見える。

- ヒトラーが演説する[注 5]。

- 演説を終えたヒトラーが車に乗って退場する。観衆は歓声をあげ敬礼をしながらヒトラーを見送る。Unsere Fahne flattert uns voran （我らの旗は先頭ではためく） の歌声をバックに、場内の観衆をとらえたカメラが車に乗ってスタジアムを走行する。

#### メルツ広場での国防軍の演習
- ヒトラーが、航空大臣のヘルマン・ゲーリングと国防大臣のブロンベルクらを伴って、メルツ広場（ドイツ語版）で行われた国防軍の演習を視察する[注 18]。曲は Marsch der 18er Husaren 「軽騎兵第18連隊駈歩行進曲」。

#### ツェッペリン広場での各地の政治指導者の点呼

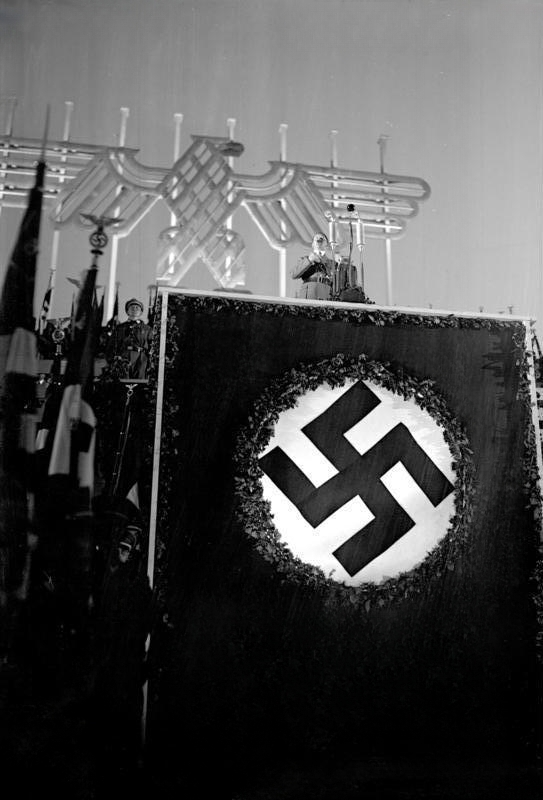
ツェッペリン広場で演説するヒトラー。鷲をかたどった装飾や演壇は後にシュペーアが設計した大祭壇に建て替わる。

- ドイツ各地の政治指導者たちが隊列を組んで、党旗を掲げながら、日の暮れたツェッペリン広場に参集してくる。曲は Kürriasier Marsch （胸甲騎兵行進曲）。
- ライトアップされた演壇でヒトラーが演説する[注 5]。

- 集会の参加者たちが、たいまつを掲げて行進する。曲は Die Große Zapfenstreich 「大帰営譜」。

### 大会第3日

#### ルイトポルト・アリーナでの突撃隊と親衛隊の点呼

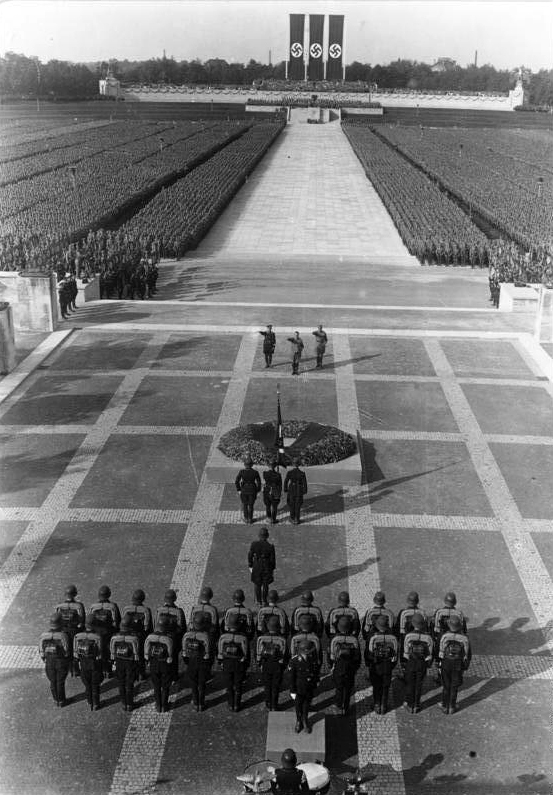
画面中央で扇形に並んだ（左から）ヒムラー、ヒトラー、ルッツェ。3人は血染めの旗と戦没者記念堂に拝礼している。（戦没者記念堂の屋上から撮影）

- ルイトポルト・アリーナ（ドイツ語版）の広大な敷地に、突撃隊と親衛隊が整列して、中央に道を作っている。Die Jugend trauert （ユーゲントが哀悼する）の荘重な旋律が流れる中、ヒトラーが親衛隊全国指導者のハインリヒ・ヒムラーとルッツェを従えてその道を歩む。戦没者記念堂（Ehrenhalle）（英語版）に拝礼している間は無音で、3人が道を戻る時には、音楽が Ich hatt' ein Kameraden （私に一人の戦友がいた） に変わる。
- ラッパが吹鳴され、ユリウス・メレンドルフ（ドイツ語版）の Parademarsch Nr.1 （分列行進曲第1番） が始まると、それまでの厳粛な雰囲気が一変して力強い行進のシークエンスとなる。まずシュタンダルテを掲げた集団が、ヒトラーが立つ演壇をめがけて進み、左右に分かれて両側の階段を上る。その後に隊旗や党旗、軍旗を掲げた隊員や兵士たちの行進が続く。彼らの長大な隊列は蛇のようにくねって何重もの弧を描き、やがてグラウンドの周囲を無数の林立する旗で埋め尽くす。その光景を、センターポールに備え付けた昇降機のカメラが、高所から俯瞰した映像でとらえる。
- 行進の最後には、行進曲が Leibstandarten-Marsch Adolf Hitler  （ライプシュタンダルテ行進曲・アドルフヒトラー）に変わり、親衛隊が戦没者記念堂の前の階段を降りてくる。彼ら黒服の集団は、左右に分かれた突撃隊の間に割って入り、ヒトラーが立つ演壇の間近に陣取る[注 19]。
- ルッツェが演壇に立つ[注 20][注 5]。「（ヒトラーのほうを向いて） 総統閣下。我々は、これまでの時間、きちんと自分たちの奉仕と義務を果たしてきました。今後も同様に、あなたのご命令だけをお待ちしています。（隊員のほうを向いて） 我ら同志は他のことは知りません。我らが総統のご命令を遂行すること、そして、我々が過去から不変であることをお示しするのみです。我らが総統アドルフ・ヒトラーに、ジークハイル、ジークハイル、ジークハイル。」
- ヒトラーが演説を始める[注 5]。

- 21発の礼砲がとどろく中、ヒトラーが演説の中で言及した新しい隊旗を、自身の手を介して血染めの旗（ドイツ語版）と結びつけることで「聖化」する党大会恒例のセレモニー。砲声が鳴り響き、かすかに党歌が流れる厳粛な雰囲気の中、ヒトラーの厳しい表情と、礼砲を射つ光景が交互に映る。

#### 中央広場（アドルフ・ヒトラー広場）での分列式

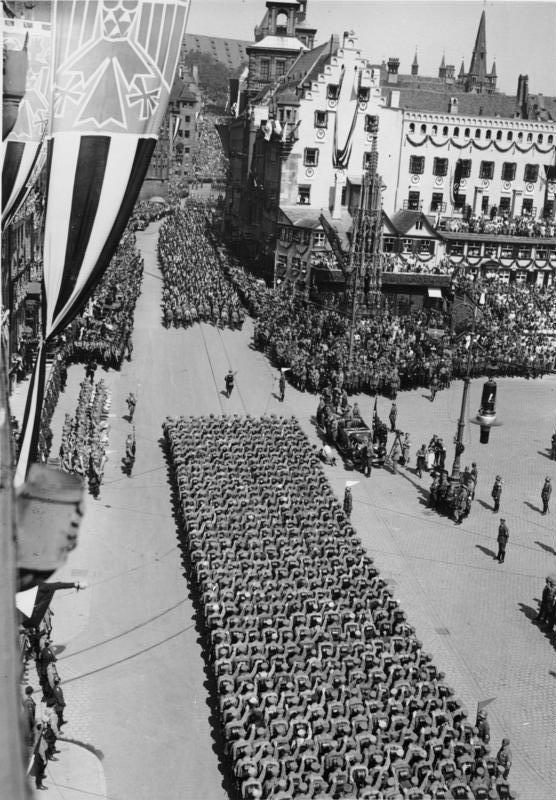
中央広場での分列式と撮影風景

- 聖母教会（ドイツ語版）前の中央広場 （アドルフ・ヒトラー広場）（ドイツ語版）に観覧席が設営され、観客で満席になっている。ヒトラーが乗った車を先頭に、車列が坂道を下って広場に入ってくる。定位置に停車すると、ヒトラーが後部座席に立つ。道を挟んで向かい合わせに整列した楽隊の演奏に合わせて、ヒトラーを受礼者とする分列式が始まる[注 22]。部隊ごとに入れ替わる行進曲は、一部を除いてナチスの時代よりも前に作られたものである。
- ルッツェが先導する突撃隊の行進[注 23]。ルッツェの後に血染めの旗が続き、その後に隊列が行進する。観衆の中にシュトライヒャーの姿が見える。曲は Königgrätzer Marsch （ケーニヒグレッツ行進曲）[注 24]。
- ゲーリングが先導する突撃隊の行進。観衆の中にハンス＝ゲオルク・フォン・フリーデブルク、ゲルト・フォン・ルントシュテット、エーリヒ・レーダーの姿が見える。曲はベートーヴェンによる  Marsch des Yorckschen Korps 「ヨルク軍団行進曲」。
- 7本のハーケンクロイツ旗を先頭にした突撃隊の行進。観衆の中にブロンベルク、マックス・アマン、ヴァルター・ブーフの姿が見える。曲は Helenenmarsch （ヘレーネ行進曲）。
- 帽子などに紋章[注 25]を付けレーダーホーゼンを着用した部隊の行進。観衆の中にライ、ワーグナー、フランツ・フォン・エップの姿が見える。曲は Bayerischer Defiliermarsch 「バイエルン分列行進曲」。

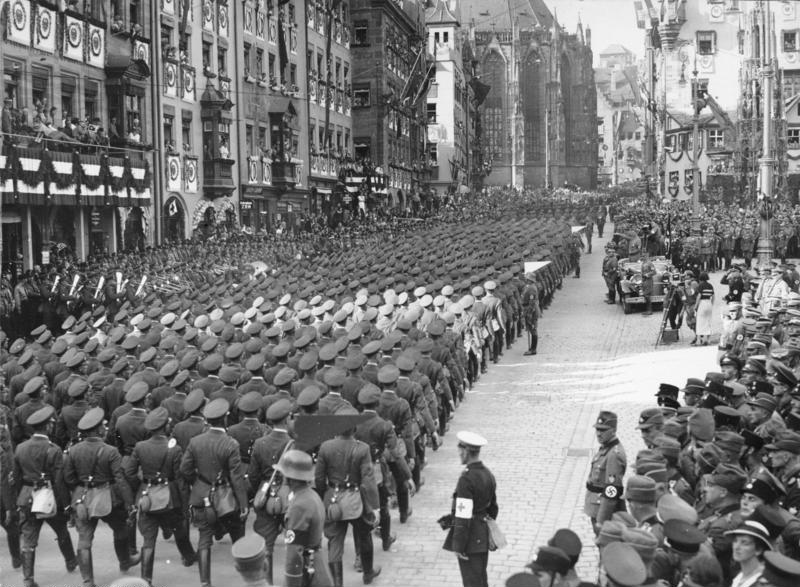
ドイツ航空スポーツ連盟の行進。画面右のカメラの側にリーフェンシュタール監督の後ろ姿が見える。

- ドイツ航空スポーツ連盟(DLV)（ドイツ語版）[注 26]の行進。ヒトラーに続けてゲーリングに敬礼するのはブルーノ・レールツァー。曲は Steinmetzmarsch  （シュタインメッツ行進曲）。
- 胸の前に喉当て（ドイツ語版）を下げて短剣を構えた突撃隊憲兵隊（ドイツ語版）の行進。ヒトラーに敬礼するのはヴァルター・フリッチェ（ドイツ語版）。曲は Marsch Herzog von Braunschweig  （ブラウンシュヴァイク公爵行進曲）。
- ヘッドギアを着用した国家社会主義自動車軍団 （NSKK） の行進。ほぼ真上から撮影した画面では、敬礼しながら行進する隊列とその影が幾何学模様を描く。
- シュタンダルテを掲げた一団の行進。前半はフライシュ橋（ドイツ語版）など、広場の周辺での行進、後半は遠方に据えたカメラからのロングショットで、街路を進む行進をとらえる。曲はシャルロッテ・フォン・プロイセンによる Geschwindmarsch des Garde-Kürassier-Regiments （近衛胸甲騎兵連隊（ドイツ語版）の速歩行進曲）。
- コンスタンティン・ヒールルが率いる国家労働奉仕団 （RAD） の行進[注 27]。観衆の中にルントシュテット、ゲッベルスの姿が見える。後半では高い位置に据えられたカメラが移動しながら、城壁のアーチをくぐる隊列を背後からとらえる。曲は Treue um Treue （忠誠には忠誠で）。
- 楽隊が入れ替わり、ヒムラーを先頭に親衛隊の行進。観衆の中に、シャウブ、ヴィリー・リーベル（ドイツ語版）、フランツ・クサーヴァー・シュヴァルツ、ヒトラーの車の横に並んだ4人の親衛隊員の中にラインハルト・ハイドリヒの姿が見える。曲は Leibstandartenmarsch-Adolf Hitler  （ライプシュタンダルテ行進曲・アドルフヒトラー）。
- ヨーゼフ・ディートリヒが率いるライプシュタンダルテ・SS・アドルフヒトラー （LSSAH）の行進。曲は Badonviller Marsch   （バーデンヴァイラー行進曲）。

#### ルイトポルトホールでの閉会式
- ルイトポルトホールの客席に、聴衆が左右に分かれて座り、中央に道ができている。バーデンヴァイラー行進曲が流れる中、ヒトラーを先頭にして、党の幹部たちがその道を歩いて入場してくる。カメラは高い位置から、彼らを見下ろしている。幹部たちが舞台上の座席に着くと、音楽が  Niebelungenmarsch 「ニーベルンゲン行進曲」に変わり、血染めの旗を先頭に、おびただしい数のシュタンダルテが列をなして入場する。
- 聴衆の中には、党や軍の要人に加えて、ヒャルマル・シャハト、フランツ・ゼルテ、ルートヴィヒ・ミュラー（ドイツ語版）らの姿も見える。
- ヘスの紹介を受けて、ヒトラーが原稿を手に登壇する。この党大会の締めくくりの演説は、映画の中の他の演説とは趣が異なり、ヒトラーは初めて原稿を見ながら、大げさな身振り手振りを交えて熱弁をふるう[注 5]。

- ヒトラーと入れ替わってヘスが登壇し、何かを言おうとするが、会場の興奮が絶頂に達する中、自らも感極まって声が出ない。やや間をおいてから、こう叫ぶ。

- 党歌 Die Fahne hoch  （旗を高く掲げよ） の演奏が始まり、全員で合唱する。大写しになった党旗の中に、行進する党員たちの映像が浮かび上がる。

## 著作権について
『意志の勝利』は、日本では1942年に公開された。公開当時に施行されていた旧著作権法は、映画の著作権の保護期間を著作権者の死後38年間と定めていた。最高裁判所が、いわゆる「モダン・タイムス事件」において示した判例を参照すると、レニ・リーフェンシュタールが本作品の著作権者として認定される可能性がある。その場合には、日本国内においては、レニ・リーフェンシュタールが死去した2003年の38年後、2041年末まで著作権の保護期間が継続することになる。